# Gran Premio Ruban
El Gran Premio Ruban es uno de los grandes premios que se disputa desde el 2014 en el Hipódromo de la Zarzuela de Madrid, durante la temporada de otoño, en el mes de octubre. La carrera está destinada a caballos y yeguas de tres años en adelante sobre una distancia de 1.200 metros en línea recta.

## Palmarés[1][2][3]
| Gran Premio Ruban |                      |                       |                          |                                             |       |
| 2024              | VICIOUS HARRY (FR)   | Ricardo Sousa         | Mauricio Delcher Sánchez | Cuadra Mediterráneo                         | 1200m |
| 2023              | KING OF JUNGLE (IRE) | Ricardo Nicolás Valle | Óscar Anaya              | Cuadra Mallow Gran Canaria                  | 1200m |
| 2022              | RAIKU (FR)           | José Luis Martínez    | Guillermo Arizcorreta    | Yeguada Rocío                               | 1200m |
| 2021              | KITTY MARION (GB)    | José Luis Martínez    | Guillermo Arizcorreta    | Cuadra Factor Sorpresa                      | 1200m |
| 2020              | FINTAS (GB)          | Ricardo Sousa         | Christian Delcher        | Cuadra Marqués de Miraflores de San Antonio | 1200m |
| 2019              | ABRANTES (SPA)       | José Luis Martínez    | Guillermo Arizkorreta    | Cuadra Bidasoa                              | 1200m |
| 2018              | ABRANTES (SPA)       | Václav Janáček        | Guillermo Arizkorreta    | Cuadra Bidasoa                              | 1200m |
| 2017              | ANTONELLA (GB)       | Borja Fayos           | Tiago Martins            | Cuadra Siempre Fani                         | 1200m |
| 2016              | TOTXO (IRE)          | Gregory Benoist       | Ramón Avial              | Cuadra Rober                                | 1200m |
| 2015              | TOTXO (IRE)          | Borja Fayos           | Ramón Avial              | Cuadra Rober                                | 1200m |
| 2014              | DANI WALLON (FR)     | José Luis Martínez    | Christian Delcher        | Cuadra Bloke                                | 1200m |